# Бериллий-8
Бериллий-8 — нестабильный изотоп бериллия. Ядро бериллия-8 состоит из четырёх протонов и четырёх нейтронов. Он распадается на две альфа-частицы с периодом полураспада 10−16 секунд. Свойства бериллия-8 привели к предположениям о тонкой настройке Вселенной.

## Обнаружение
Обнаружение бериллия-8 произошло вскоре после постройки первого ускорителя частиц в 1932 году. Британские физики Джон Дуглас Кокрофт и Эрнест Уолтон провели свой первый эксперимент с ускорителем в Кавендишской лаборатории в Кембридже, в ходе которого они облучили литий-7 протонами.

## Аномальный распад8Be
Учеными Института ядерных исследований в Венгрии в 2016 году обнаружена аномалия, по их словам, при распаде изотопа 8Be. Обнаружено отклонение в величине угла разлёта электронов и позитронов, рождающихся из фотона распада. Было предположено, что за аномалию отвечает неизвестная частица — элементарный бозон (названный частицей X17), возможно (но не достоверно) отвечающий за новое, еще не открытое фундаментальное взаимодействие.